# EWTN
Eternal Word Television Network (en español: Red de Televisión de la Palabra Eterna), conocida por sus siglas de EWTN, es una cadena de televisión estadounidense que emite durante todo el día una programación de temática religiosa católica. Fue fundada por la monja clarisa y comunicadora social católica Madre Angélica el 15 de agosto de 1981; y a partir de 1995, para Latinoamérica y España, sale al aire la señal de EWTN en español. 
El 8 de diciembre de 2020 empezó a emitir EWTN España con una franja de cuatro horas dentro de la señal latinoamericana de lunes a viernes en la madrugada.

## Historia

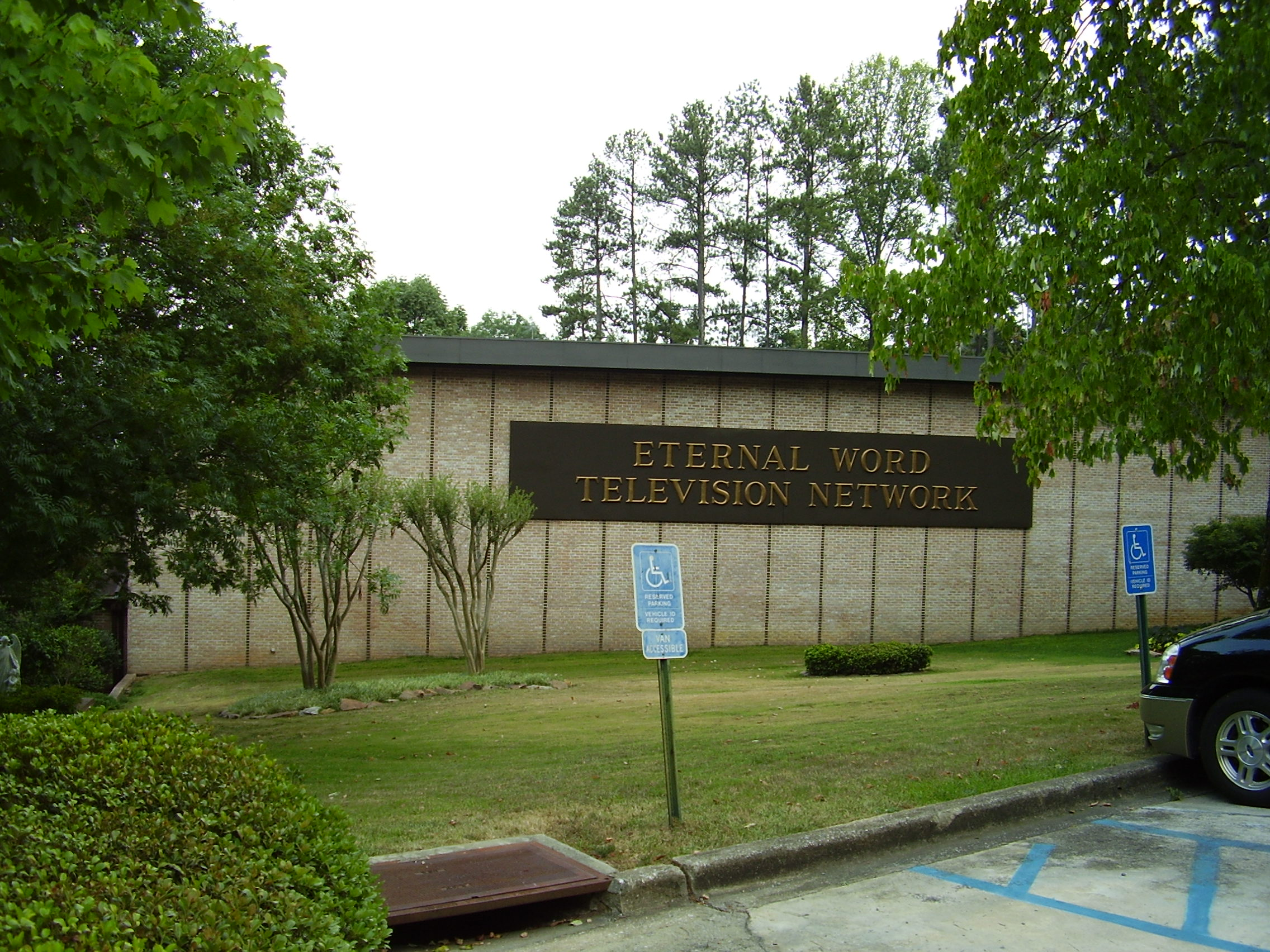
El estudio de EWTN.

Empezó a emitir su programación el 15 de agosto de 1981 desde un estudio de televisión que se encontraba en un garaje del convento de Nuestra Señora de Los Ángeles de  Irondale, en Alabama, Estados Unidos. Este convento había sido fundado por la religiosa clarisa y comunicadora católica social Madre Angélica en 1962.
La Madre Angélica tenía su propio programa de televisión, llamado Mother Angelica Live (en español La Madre Angélica en Vivo), hasta que le sobrevino un severo problema de salud en septiembre de 2001.
En la actualidad se emiten repeticiones de este programa con el nombre de Best of Mother Angelica Live (en español, Lo mejor de la Madre Angélica en Vivo) o Mother Angelica Live Classics (Clásicos de la Madre Angélica en Vivo). Desde entonces, y hasta su muerte en marzo de 2016, la Madre Angélica estuvo a cargo del convento de clausura Shrine of the Most Blessed Sacrament (Santuario del Santísimo Sacramento), en Hanceville, Alabama.
El canal de televisión se anuncia en otras televisiones católicas del mundo como EWTN: The Global Catholic Network (en español EWTN: El canal católico global); en enero de 1995, llegó tanto a España como a América Latina excepto en los países de México y Chile con su señal en español y programas católicos en español. Estos dos últimos países se incorporaron al canal en los meses de abril y julio del año 2007. 
Su programación habitual incluye una Santa Misa diaria (a veces una misa tridentina), misas celebradas por obispos y cardenales, viacrucis, rezos diarios del rosario, noticias diarias y semanales, debates, programas de catequesis para adultos y niños, programas sobre la Navidad y la Pascua, cobertura de la Jornada Mundial de la Juventud, visitas papales, funerales, cónclaves papales y elecciones papales, etc. EWTN también emite radio por satélite y radio de onda corta. También hay disponible programación en español en todas sus plataformas. El 8 de diciembre de 2009 EWTN empezó a emitir su programación en alta definición.
EWTN ha sido ocasionalmente objeto de críticas por sus posiciones sociales, políticas y teológicas, y por su modo de presentar la doctrina católica. El actual presidente y director ejecutivo del canal es Michael P. Warsaw. Dado que el canal tiene fiduciarios, no tiene accionistas o propietarios. Por tanto, la mayor parte de los fondos del canal procede de donaciones de los espectadores, y se anuncia como "100% sostenida por los espectadores", manteniéndose así al margen de la publicidad secular o no católica. Su petición de donaciones suele incluir la frase "Ponnos entre tus facturas del gas y la electricidad".
La cadena católica EWTN también contribuye a la publicación del periódico National Catholic Register, que adquirió en enero de 2011. La cadena tiene presencia en Internet desde su principal sitio web, EWTN.com; y también tiene un portal de venta al público, EWTNReligiousCatalogue.com (El Catálogo Religioso de EWTN).
En julio de 2022, DirecTV Latinoamérica anunció que EWTN dejaría de estar disponible allí, basándose en su bajos niveles de audiencia. Esta noticia causó mucha controversia en Latinoamérica, y muchas personas exigieron que se mantuviese este canal católico en la programación del cableoperador. Por ello, la plataforma internacional CitizenGO realizó una campaña de recolección de firmas a favor de EWTN, para que este canal siguiese transmitiendo por DirecTV. 
El lunes día 25 del mismo mes de julio, CitizenGO entregó a DirecTV, en sus oficinas de Buenos Aires en Argentina, cerca de 70 mil firmas que exigían que mantuviese en su programación a EWTN. Días después, DirecTV anunció que EWTN seguiría en su programación.

## Programación

### Programación especial
| Programa                                                                                    | Emisión original | Emisión en España y Latinoamérica                                         |
| ------------------------------------------------------------------------------------------- | ---------------- | ------------------------------------------------------------------------- |
| Santo Rosario (versión EWTN en Español España)                                              | 2002             | España y partes de Latinoamérica en 2002 y México el 8 de abril del 2007  |
| Coronilla a la Divina Misericordia cantada                                                  | 2003             | España y partes de Latinoamérica en 2003 y México el 8 de abril del 2007  |
| Santo Rosario (versión CM Producciones y EWTN en Español Argentina)                         | 2004             | España y partes de Latinoamérica en 2004 y México el 25 de junio del 2007 |
| Divina Misericordia en Latinoamérica (versión CM Producciones y EWTN en Español Argentina)  | 2004             | ¿?                                                                        |
| Letanías del Sagrado Corazón de Jesús (versión CM Producciones y EWTN en Español Argentina) | 2004             | ¿?                                                                        |
| Letanías de Loreto (versión CM Producciones y EWTN en Español Argentina)                    | 2004             | ¿?                                                                        |
| Letanías de la Virgen María (versión CM Producciones y EWTN en Español Argentina)           | 2004             | ¿?                                                                        |
| Letanías de San José (versión CM Producciones y EWTN en Español Argentina)                  | 2004             | ¿?                                                                        |
| El Vía Crucis (versión CM Producciones y EWTN en Español Argentina)                         | 2002             | ¿?                                                                        |

### Programación original
- Nuestra Fe en Vivo - 1 de septiembre de 1998-julio de 2023
- Mientras el mundo gira - 2011-presente
- Conozca primero su fe católica - 25 de noviembre de 1997
- Cara a Cara - 2011-2022
- Tertulias de Fe - 2024
- Perspectiva católica - 2023
- EWTN News/EWTN Noticias - ¿?
- Los clásicos de la Madre Angélica en vivo - 15 de agosto de 1981 (emisión original) y 1996 (en Latinoamérica).
- Lo mejor de la Madre Angélica en vivo - 1997

### Programación y cortometrajes infantiles
- El rosario de los niños - 2003
- La coronilla de los niños
- El Vía Crucis de los niños
- Mi ratito con Jesús - 2012
- Pequeño Jesús - 2007

En la actualidad tiene acuerdos con Radio María Estados Unidos y Familia Mundial de Radio María para la emisión de programación de índole católico y religioso.

## Logotipos

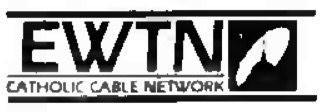
1981-1995
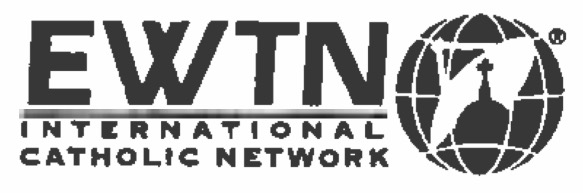
1995-2008
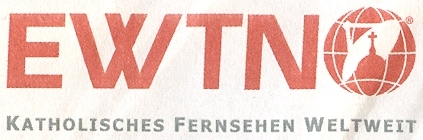
2008-2016
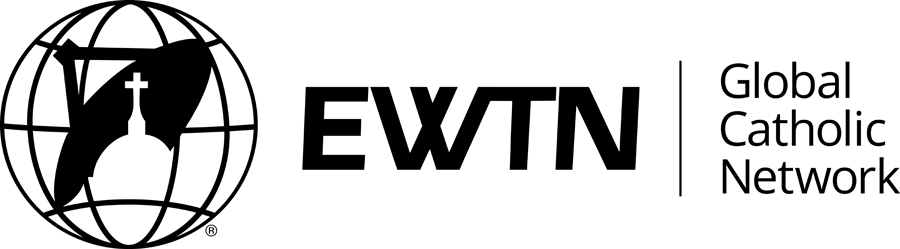
Desde 2016